# Nhóm nhân các số nguyên modulo n
Trong toán học, nhóm nhân các số nguyên modulo n là một nhóm với phép nhân là phép toán nhóm và các phần tử là các đơn vị đơn vị trong một vành
{\displaystyle \mathbb {Z} /n\mathbb {Z} }
với số nguyên {\displaystyle n>1}. Các đơn vị là các số nguyên khả nghịch theo modulo n. Trong trường hợp này, nó thường được biểu diễn bởi các lớp đồng dư của các số nguyên nguyên tố cùng nhau với n. Nó thường được ký hiệu
{\displaystyle \mathbb {Z} /n\mathbb {Z} ^{*}}
hoặc
{\displaystyle \mathbb {Z} _{n}^{*}}.
Cấp của nhóm này cho bởi phi hàm Euler. Nếu n là số nguyên tố, cấp của nhóm là n − 1. CHẳng hạn, khi n bằng 5 nhóm nhân {\displaystyle \mathbb {Z} _{5}^{*}} gồm 4 phần tử {1, 2, 3, 4}, và là nhóm với phép nhân modulo 5.
Nhóm này có nhiều ứng dụng trong lý thuyết số và mật mã học. Đặc biệt là việc tìm kích thước của nhóm có thể giúp kiểm tra tính nguyên tố của số n: {\displaystyle n} là số nguyên tố nếu và chỉ nếu kích thước của nhóm là {\displaystyle n-1}.

## Các nhóm nhân cyclic
Một nhóm nhân là nhóm cyclic nếu và chỉ nếu {\displaystyle n=2}, {\displaystyle n=4}, {\displaystyle n=p^{m}}, hoặc {\displaystyle n=2p^{m}} với số nguyên tố lẻ {\displaystyle p} và {\displaystyle m>0} nào đó. Một nhóm cyclic luôn có một tập hợp sinh gồm một phần tử; mộ phần tử sinh của nhóm nhân modulo n được gọi là một căn nguyên thủy của n.
Chẳng hạn, {\displaystyle \mathbb {Z} _{9}^{*}} chứa 6 phần tư {1, 2, 4, 5, 7, 8} và là một đẳng cấu của nhóm cyclic {\displaystyle C_{6}}. Nó được sinh bởi một trong hai phân tử 2 hoặc 5, do đó 2 và 5 là căn nguyên thủy của 9. {\displaystyle \mathbb {Z} _{10}^{*}} gồm 4 phần tử {1, 3, 7, 9} và đẳng cấu với nhóm {\displaystyle C_{4}}. Nó được sinh bởi một trong các phần tử 3 hoặc 7, do đó 3 và 7 là các căn nguyên thủy của 10.

## Cấu trúc của các nhóm nhân lũy thừa 2
Các nhóm nhân modulo 2 và 4 có bậc 2 và đẳng cấu với {\displaystyle C_{2}}.
Với tất cả các lũy thừa khác của 2, bốn phần tử {1, {\displaystyle {\frac {n}{2}}-1}, {\displaystyle {\frac {n}{2}}+1}, n-1} là phân biệt và tạo thành một nhóm con của nhóm nhân các phần tử thỏa mãn x2=1 mod n. Đó là nhóm xoắn (torsion), là đẳng cấu với nhóm Klein bốn {\displaystyle C_{2}\times C_{2}}, không là cyclic. Điều này chứng tỏ nhóm nhân với n = 2k, k>2 không là {\displaystyle C_{2^{k-1}}}.
Mặt khác, nó chứng tỏ rằng phần tử 3 trong nhóm nhân với n = 2k, k>2 có bậc 2k-2, và do đó sinh ra một nhóm con cyclicđẳng cấu với {\displaystyle C_{2^{k-2}}}. Cấu trúc của nhóm nhân với n = 2k, k>2 phải là {\displaystyle C_{2}\times C_{2^{k-2}}}.
Giá trị nhỏ nhất của những n như vậy là 8, khi đó {\displaystyle \mathbb {Z} _{8}^{*}} chứa 4 phần tử {1, 3, 5, 7} và đẳng cấu với {\displaystyle C_{2}\times C_{2}} - chúng ta có thể thấy điều này vì 12, 32, 52, và 72 đều đồng dư với 1 modulo 8. Cúng như vậy {\displaystyle \mathbb {Z} _{16}^{*}} là đẳng cấu với {\displaystyle C_{2}\times C_{4}}; các phần tử {1, 7, 9, 15} tạo thành một nhõm con đẳng cấu với {\displaystyle C_{2}\times C_{2}}; và các lũy thừa của 3 tạo thành nhóm conform {1, 3, 9, 11} đẳng cấu với {\displaystyle C_{4}}.

## Cấu trúc của nhóm nhân vớintổng quát
Khi đã biết cấu trúc của các nhóm nhân với các lũy thừa của số nghuyên tố, ta có thể tìm được cấu trúc của nhóm nhân với n tổng quát khi dùng [[Định lý số dư Trung Quốc]] - nhóm nhân modulo n là tích trực tiếp của các nhóm nhân theo mỗi lũy thừa cực đại của các ước nguyên tố của n.
Chẳng hạn, {\displaystyle \mathbb {Z} _{24}^{*}} là đẳng cấu với {\displaystyle \mathbb {Z} _{8}^{*}\times \mathbb {Z} _{3}^{*}}, tích này lại đẳng cấu với {\displaystyle C_{2}\times C_{2}\times C_{2}} - mà ta có thể xác minh rằng các bình phương của 8 phần tử {1, 5, 7, 11, 13, 17, 19, 23} là đồng dư với 1 mod 24.

Bảng sau cho cấu trúc của các nhóm nhân modulo n đầu tiên.
| {\displaystyle M_{n}}  | Nhóm                                          | φ(m) | Các phần tử                           |
| ---------------------- | --------------------------------------------- | ---- | ------------------------------------- |
| {\displaystyle M_{2}}  | <e>                                           | 2    | 1                                     |
| {\displaystyle M_{3}}  | {\displaystyle C_{2}}                         | 2    | 1, 2                                  |
| {\displaystyle M_{4}}  | {\displaystyle C_{2}}                         | 2    | 1, 3                                  |
| {\displaystyle M_{5}}  | {\displaystyle C_{4}}                         | 4    | 1, 2, 3, 4                            |
| {\displaystyle M_{6}}  | {\displaystyle C_{2}}                         | 2    | 1, 5                                  |
| {\displaystyle M_{7}}  | {\displaystyle C_{6}}                         | 6    | 1, 2, 3, 4, 5, 6                      |
| {\displaystyle M_{8}}  | {\displaystyle C_{4}}                         | 4    | 1, 3, 5, 7                            |
| {\displaystyle M_{9}}  | {\displaystyle C_{6}}                         | 6    | 1, 2, 4, 5, 7, 8                      |
| {\displaystyle M_{10}} | {\displaystyle C_{4}}                         | 4    | 1, 3, 7, 9                            |
| {\displaystyle M_{11}} | {\displaystyle C_{1}0}                        | 10   | 1, 2, 3, 4, 5, 6, 7, 8, 9, 10         |
| {\displaystyle M_{12}} | {\displaystyle C_{2}} x {\displaystyle C_{2}} | 4    | 1, 5, 7, 11                           |
| {\displaystyle M_{13}} | {\displaystyle C_{12}}                        | 12   | 1, 2, 3, 4, 5, 6, 7, 8, 9, 10, 11, 12 |